# حسام المقدم
حسام المقدم كاتب وروائي وقاص مصري وُلد بمركز ميت غمر بمحافظة الدقهلية عام 1978، وتخرج من كلية التربية، ثم عمل بمجال التدريس، وتأثر بالكاتب يوسف إدريس، وهو عضو باتحاد كتاب مصر.

## مسيرته الأدبية
قرأ حسام المقدم وهو في المرحلة الجامعية أعمال عدد من كتاب القصة البارزين، وخاصة أعمال الأديب الروسي أنطون تشيخوف، والأديب المصري يوسف إدريس، والقاص المصري محمد المخزنجي، فتأثر بهم، وافتتن بهذا اللون من الأدب.
نشر حسام المقدم أولى أعماله الأدبية وهو في الثالثة والعشرين من عمره، وكانت مجموعة قصصية بعنوان «أحزان طفل»، نشرها على نطاق محلي محدود في ذلك الوقت.
تميز أسلوب حسام المقدم القصصي بتلقائية السرد، والتلقائية في بناء الجملة السردية من الناحية اللغوية دون أن تخلو موضوعاته القصصية من فلسفة خاصة وولع بالتفاصيل، ففي مجموعته القصصية المعنونة باسم «قهوة بوتيرو»، والصادرة في عام 2020 عن الهية المصرية العامة للكتاب، يستلهم الكاتب من جو لوحات الفنان التشكيلي الكولومبي فرناندو بوتيرو ثيمة الشخصيات المتضخمة والمائلة إلى الامتلاء شعوريًا وفكريًا إلى حد الانفجار، فمن المعروف أن الفنان التشكيلي الكولومبي بوتيرو كان ميالا إلى رسم الأشخاص والأشكال والحيوانات وكل شيء في لوحاته متضخمة ومتلئة إلى حد البدانة اللافتة للنظر. يعالج حسام المقدم في قصصه على طريقة الفنان بوتيرو عوالم شخصياته الخاصة المائلة إلى اصطناع البطولة من خلف شاشات الهواتف والأجهزة، تلك الظاهرة التي أطلق عليها الكاتب اسم «عصر الإنسان الأملس» في إحدى قصص المجموعة المعنونة باسم «عبور استوائى». والإنسان الأملس كما يراه الكاتب هو ذلك النوع من البشر الذي يفتقر إلى الخبرات والتجارب الحقيقية في الحياة، كما يفتقد أية رغبة في التواصل مع العالم إلا من خلال عازل صلب كشاشات الهواتف والأجهزة اللوحية.

## مؤلفاته
ألف حسام المقدم العديد من المؤلفات التي تنوعت ما بين الروايات، والمجموعات القصصية، ومنها:
- أحزان طفل (مجموعة قصصية): صدرت عام 2001 عن دار الإسلام للنشر والتوزيع بالمنصورة.
- أشباح تعربد على الطريق (مجموعة قصصية): صدرت عام 2007 عن الهيئة المصرية العامة لقصور الثقافة بالقاهرة.
- شوارع مجهزة للدهشة (مجموعة قصصية): صدرت عام 2013 عن المجلس الأعلى للثقافة بالقاهرة ضمن سلسلة كتاب المواهب، وضمت عدداً من القصص حملت عناويناً مثل «قروش سيدي خلف»، ورسم لوحة الغلاف للمجموعة الفنان محمد فريد.[4][5]
- سُباعية العابر (رواية): صدرت عام 2017 عن الهيئة المصرية العامة للكتاب بالقاهرة.[6]
- قهوة بوتيرو (مجموعة قصصية): صدرت عام 2020 عن الهية المصرية العامة للكتاب بالقاهرة ضمن سلسلة إبداعات قصصية، وضمت المجموعة عدداً من القصص التي حملت عناويناً مثل «محاولة جادة لقراءة الكف»، و«عبور استوائي»، و«نجوم صغيرة حول نافذة فايزة أحمد»، و«بيانو الظل»، و«رقصة القيامة»، و«أقوال جديدة في سيرة أمنا الغولة».[7]

## الجوائز
حظي حسام المقدم بتكريم العديد من الجهات، وحصل على عدد من الجوائز الأدبيّة المحليّة، ومن أهمها:
- جائزة نادي القصة عام 2002.
- جائزة جمعية الأدباء المصريين عام 2005.
- جائزة نجلاء محرم للقصة عام 2005.
- جائزة المسابقة المركزية للهيئة المصرية العامة لقصور الثقافة عام 2007.
- جائزة مركز رامتان الثقافي عام 2007.
- تكريم معنوي من أمانة جائزة الشارقة للإبداع العربي عام 2007.
- جائزة مركز رامتان الثقافي عام 2008.
- جائزة إحسان عبد القدوس للقصة عام 2008.
- جائزة المسابقة المركزية للهيئة المصرية العامة لقصور الثقافة عام 2012.
- جائزة ربيع مفتاح للقصة عام 2014.
- جائزة ساقية الصاوي عام 2015.